# Allotoca meeki
Allotoca meeki és una espècie de peix de la família dels goodèids i de l'ordre dels ciprinodontiformes.

## Morfologia
- Els mascles poden assolir 7 cm de longitud total[4] i les femelles 9.[5]

## Hàbitat
És un peix d'aigua dolça, de clima tropical i demersal.

## Distribució geogràfica
Es troba al llac Zirahuen (Michoacán, Mèxic).

## Observacions
És inofensiu per als humans.